# Магуаричи
Магуаричи (исп. Maguarichi) — посёлок в Мексике, штат Чиуауа, входит в состав одноимённого муниципалитета и является его административным центром. Численность населения, по данным переписи 2010 года, составила 801 человек.

## Общие сведения
Название Maguarichi было заимствовано у реки, на берегах которой в 1749 году при горных рудниках был основан рабочий посёлок под названием Санта-Барбара-де-Магуаричи.